# Trey Sermon
Trey Sermon (St. Petersburg, 30 gennaio 1999) è un giocatore di football americano statunitense che milita nel ruolo di running back per gli Indianapolis Colts della National Football League (NFL).

## Carriera

### San Francisco 49ers
Sermon al college giocò a football a Oklahoma (2017-2019) e Ohio State (2020). Fu scelto nel corso del terzo giro (88º assoluto) nel Draft NFL 2021 dai San Francisco 49ers. Debuttò come subentrando nella gara del primo turno contro i Philadelphia Eagles e correndo una volta per 8 yard. La sua stagione da rookie si concluse con 167 yard corse e un touchdown in 9 presenze, 2 delle quali come titolare.

### Philadelphia Eagles
Il 1º settembre 2022 Sermon firmò con i Philadelphia Eagles.

### Indianapolis Colts
Il 19 settembre 2023 Sermon firmò con la squadra di allenamento degli Indianapolis Colts. Fu promosso nel roster attivo quattro giorni dopo. Quell'anno disputò 14 partite con 35 corse per 160 yard.
Il 14 marzo 2024 Sermon firmò un nuovo contratto con i Colts.

## Palmarès
- National Football Conference Championship: 1

Philadelphia Eagles: 2022